# 廣陵劍
《廣陵劍》，梁羽生於1972年至1976年其間發表的武俠小說，屬梁羽生晚期作品。上承《萍蹤俠影錄》及下開《七劍下天山》系列。唯沒有與《散花女俠》一書照應。

## 出版
1972年6月3日到1976年7月31日，在香港《香港商報‧說月版》連載。最後定本共四十八回。

## 參看
- 武俠小說

## 外部連結
- 網路書店 （页面存档备份，存于）